# Górniczy Klub Sportowy Szombierki Bytom
Lo Szombierki Bytom (nome ufficiale Górniczy Klub Sportowy Szombierki Bytom) è una società calcistica polacca con sede nella città di Bytom. Milita attualmente nelle categorie regionali, nella Liga okręgowa Katowice IV, sesta divisione. 
Fondata nel 1945 come RKS Kopalnia Szombierki, la società ha vissuto il suo miglior periodo intorno al 1980, quando ha vinto un campionato nazionale e ha partecipato alla Coppa dei Campioni.

## Palmarès

### Competizioni nazionali
- Campionato polacco: 1

1979-1980
- Campionato polacco di seconda divisione: 1

1962-1963, 1972-1973

### Competizioni internazionali
- Coppa Intertoto: 1

1969

### Altri piazzamenti
- Campionato polacco:

Secondo posto: 1964-1965
Terzo posto: 1980-1981
- Coppa di Polonia:

Semifinalista: 1952, 1962-1963, 1965-1966, 1972-1973, 1978-1979

## Szombierki Bytom nelle Coppe europee
| Stagione | Torneo             | Turno         | Nazione                | Club                | Andata | Ritorno | Totale |
| -------- | ------------------ | ------------- | ---------------------- | ------------------- | ------ | ------- | ------ |
| 1980-81  | Coppa dei Campioni | Sedicesimi    | Turchia (bandiera)     | Trabzonspor Kulübü  | 1-2    | 3-0     | 4-2    |
|          |                    | Ottavi        | Bulgaria (bandiera)    | CSKA Sofia          | 0-4    | 0-1     | 0-5    |
| 1981-82  | Coppa UEFA         | Trentaduesimi | Paesi Bassi (bandiera) | Feyenoord Rotterdam | 0-2    | 1-1     | 1-3    |